# Réservoir de Rybinsk
Le réservoir de Rybinsk ou réservoir Rybinskoïe (en russe : Рыбинское водохранилище, Rybinskoïe vodokhranilichtche), parfois appelé mer de Rybinsk, est un vaste réservoir d’eau douce situé sur le fleuve Volga à 380 km au nord de Moscou, en Russie. Il a été entièrement réalisé par les détenus de ce que Soljenitsyne nommait « l'hydrogoulag ».

## Étymologie
Il tire son nom de la ville de Rybinsk, qui est située à proximité. 

## Géographie
Ses autres affluents sont les rivières Cheksna et Mologa. Sa superficie est de 4 580 km2, son volume est de 25,4 km3 et il est situé à une altitude de 102 m. Lors de sa construction, il était le plus grand lac artificiel au monde. Il est le point le plus au nord du fleuve Volga. La liaison entre la Volga et la mer Baltique commence au niveau du réservoir : la voie navigable Volga-Baltique. 
La construction du barrage de Rybinsk commença en 1935 et le réservoir fut rempli en 1941. Cent cinquante mille personnes furent déplacées — trois cents récalcitrants périrent noyés — et la ville de Mologa ainsi que 663 villages furent engloutis sous les eaux. À l’époque, il était un symbole du volontarisme stalinien. Le barrage permet également de produire de l’énergie hydro-électrique (346 MW).